# Palemonídeos
Palemonídeos (Palaemonidae é uma família de crustáceos decápodes da infraordem Caridea (camarões) que inclui cerca de 950 espécies validamente descritas, maioritariamente marinhas, mas presentes em quase todos os ecossistemas aquáticos.

## Descrição
A família Palaemonidae está subdividida em duas subfamílias: Palaemoninae e Pontoniinae, com biodiversidade desigual, mas ambas com distribuição natural muito alargada, estando presentes numa grande diversidade de ecossistemas.
Os membros da subfamília Palaemoninae são na sua quase totalidade carnívoros que se alimentam de pequenos invertebrados, tendo sido emcontrados em quase todos os tipos de habitats aquáticos excepto no mar profundo. O género mais conhecido desta subfamília é Macrobrachium, o qual contém espécies com interesse comercial, entre as quais o camarão Macrobrachium rosenbergii.
Os membros da subfamília Pontoniinae são habitantes dos recifes de coral, onde ocorrem em associação com outros invertebrados, como as esponjas, cnidários, moluscos e equinodermes. Este grupo inclui diversas espécies de camarões limpadores e algumas que são parasitas ou comensais. A maioria alimenta-se de detritos, mas algumas são carnívoras, capturando pequenos animais.

## Géneros
A família Palaemonidae contém mais de 950 espécies validamente descritas agrupadas em 137 géneros, divididos por duas subfamílias:
- Subfamília Palaemoninae (Rafinesque, 1815)
- Subfamília Pontoniinae (Kingsley, 1879)

### Subfamília Palaemoninae
A subfamília Palaemoninae (Rafinesque, 1815) contém os seguintes géneros:
- Alburnia † (Bravi & Garassino, 1998)
- Arachnochium (Wowor & Ng, 2010)
- Bechleja † (Houša, 1957)
- Beurlenia † (Martins-Neto & Mezzalira, 1991)
- Brachycarpus (Spence Bate, 1888)
- Coutierella (Sollaud, 1914)
- Creaseria (Holthuis, 1950)
- Cryphiops (Dana, 1852)
- Exopalaemon (Holthuis, 1950)
- Leander (E. Desmarest, 1849)
- Leandrites (Holthuis, 1950)
- Leptocarpus (Holthuis, 1950)
- Macrobrachium (Bate, 1868)
- Micropsalis † (von Meyer, 1859)
- Nematopalaemon (Holthuis, 1950)
- Neopalaemon (Hobbs, 1973)
- Palaemon (Weber, 1795)
- Palaemonetes (Heller, 1869)
- Propalaemon † (Woodward, 1903)
- Pseudocaridinella † (Martins-Neto & Mezzalira, 1991)
- Pseudopalaemon (Sollaud, 1911)
- Rhopalaemon (Ashelby & De Grave, 2010)
- Schmelingia † (Schweigert, 2002)
- Tenuipedium (Wowor & Ng, 2010)
- Troglindicus (Sankolli & Shenoy, 1979)
- Troglocubanus (Holthuis, 1949)
- Troglomexicanus (Villalobos, Alvarez & Iliffe, 1999)
- Urocaridella (Borradaile, 1915)
- Yongjiacaris † (Garassino, Shen, Schram & Taylor, 2002)

### Subfamília Pontoniinae
A subfamília Pontoniinae (Kingsley, 1879) contém os seguintes géneros:
- Allopontonia (Bruce, 1972)
- Altopontonia (Bruce, 1990)
- Amphipontonia (Bruce, 1991)
- Anapontonia (Bruce, 1966)
- Anchiopontonia (Bruce, 1992)
- Anchistus (Borradaile, 1898)
- Ancylomenes (Okuno & Bruce, 2010)
- Anisomenaeus (Bruce, 2010)
- Apopontonia (Bruce, 1976)
- Araiopontonia (Fujino & Miyake, 1970)
- Ascidonia (Fransen, 2002)
- Balssia (Kemp, 1922)
- Blepharocaris (Mitsuhashi & Chan, 2007)
- Brucecaris (Marin & Chan, 2006)
- Bruceonia (Fransen, 2002)
- Cainonia (Bruce, 2005)
- Carinopontonia (Bruce, 1988)
- Chacella (Bruce, 1986)
- Chernocaris (Johnson, 1967)
- Climeniperaeus (Bruce, 1995)
- Colemonia (Bruce, 2005)
- Conchodytes (Peters, 1852)
- Coralliocaris (Stimpson, 1860)
- Coutierea (Nobili, 1901)
- Crinotonia (Marin, 2006)
- Ctenopontonia (Bruce, 1979)
- Cuapetes (Clark, 1919)
- Dactylonia (Fransen, 2002)
- Dasella (Lebour, 1945)
- Dasycaris (Kemp, 1922)
- Diapontonia (Bruce, 1986)
- Epipontonia (Bruce, 1977)
- Eupontonia (Bruce, 1971)
- Exoclimenella (Bruce, 1995)
- Exopontonia (Bruce, 1988)
- Fennera (Holthuis, 1951)
- Hamiger (Borradaile, 1916)
- Hamodactyloides (Fujino, 1973)
- Hamodactylus (Holthuis, 1952)
- Hamopontonia (Bruce, 1970)
- Harpiliopsis (Borradaile, 1917)
- Harpilius (Dana, 1852)
- Holthuisaeus (Anker & De Grave, 2010)
- Ischnopontonia (Bruce, 1966)
- Isopontonia (Bruce, 1982)
- Izucaris (Okuno, 1999)
- Jocaste (Holthuis, 1952)
- Laomenes (Clark, 1919)
- Leptomenaeus (Bruce, 2007)
- Lipkebe (Chace, 1969)
- Lipkemenes (Bruce & Okuno, 2010)
- Manipontonia (Bruce, Okuno & Li, 2005)
- Margitonia (Bruce, 2007)
- Mesopontonia (Bruce, 1967)
- Metapontonia (Bruce, 1967)
- Miopontonia (Bruce, 1985)
- Neoanchistus (Bruce, 1975)
- Neoclimenes (Mitsuhashi, Li & Chan, 2010)
- Neopericlimenes (Heard, Spotte & Bubucis, 1993)
- Neopontonides (Holthuis, 1951)
- Nippontonia (Bruce & Bauer, 1997)
- Notopontonia (Bruce, 1991)
- Odontonia (Fransen, 2002)
- Onycocaridella (Bruce, 1981)
- Onycocaridites (Bruce, 1987)
- Onycocaris (Nobili, 1904)
- Onycomenes (Bruce, 2009)
- Orthopontonia (Bruce, 1982)
- Palaemonella (Dana, 1852)
- Paraclimenaeus (Bruce, 1988)
- Paraclimenes (Bruce, 1995)
- Paranchistus (Holthuis, 1952)
- Paratypton (Balss, 1914)
- Patonia (Mitsuhashi & Chan, 2006)
- Periclimenaeus (Borradaile, 1915)
- Periclimenella (Bruce, 1995)
- Periclimenes (O. G. Costa, 1844)
- Periclimenoides (Bruce, 1990)
- Philarius (Holthuis, 1952)
- Phycomenes (Bruce, 2008)
- Pinnotheronia (Marin & Paulay, 2010)
- Platycaris (Holthuis, 1952)
- Platypontonia (Bruce, 1968)
- Plesiomenaeus (Bruce, 2009)
- Plesiopontonia (Bruce, 1985)
- Pliopontonia (Bruce, 1973)
- Pontonia (Latreille, 1829)
- Pontonides (Borradaile, 1917)
- Pontoniopsides (Bruce, 2005)
- Pontoniopsis (Borradaile, 1915)
- Poripontonia (Fransen, 2003)
- Propontonia (Bruce, 1969)
- Pseudoclimenes (Bruce, 2008)
- Pseudocoutierea (Holthuis, 1951)
- Pseudopontonia (Bruce, 1992)
- Pseudopontonides (Heard, 1986)
- Pseudoveleronia (Marin, 2008)
- Rapipontonia (Marin, 2007)
- Rostronia (Fransen, 2002)
- Sandimenes (Li, 2009)
- Sandyella (Marin, 2009)
- Stegopontonia (Nobili, 1906)
- Tectopontonia (Bruce, 1973)
- Thaumastocaris (Kemp, 1922)
- Tuleariocaris (Hipeau-Jacquotte, 1965)
- Typton (O. G. Costa, 1844)
- Typtonoides (Bruce, 2010)
- Typtonychus (Bruce, 1996)
- Unguicaris (Marin & Chan, 2006)
- Urocaris (Stimpson, 1860)
- Veleronia (Holthuis, 1951)
- Veleroniopsis (Gore, 1981)
- Vir (Holthuis, 1952)
- Waldola (Holthuis, 1951)
- Yemenicaris (Bruce, 1997)
- Zenopontonia (Bruce, 1975)

## Galeria

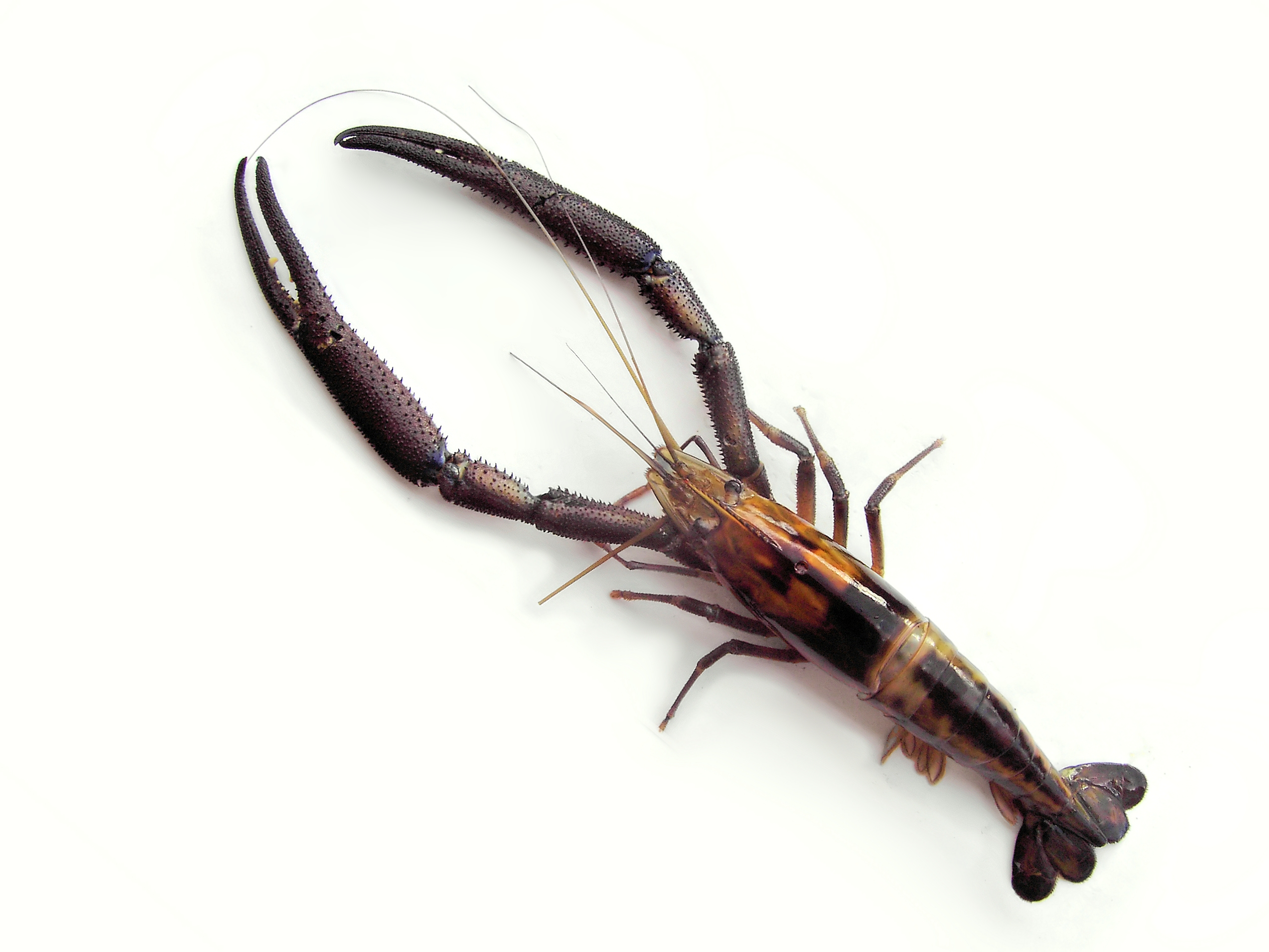
Macrobrachium carcinus, uma espécie de Palaemoninae de água doce.
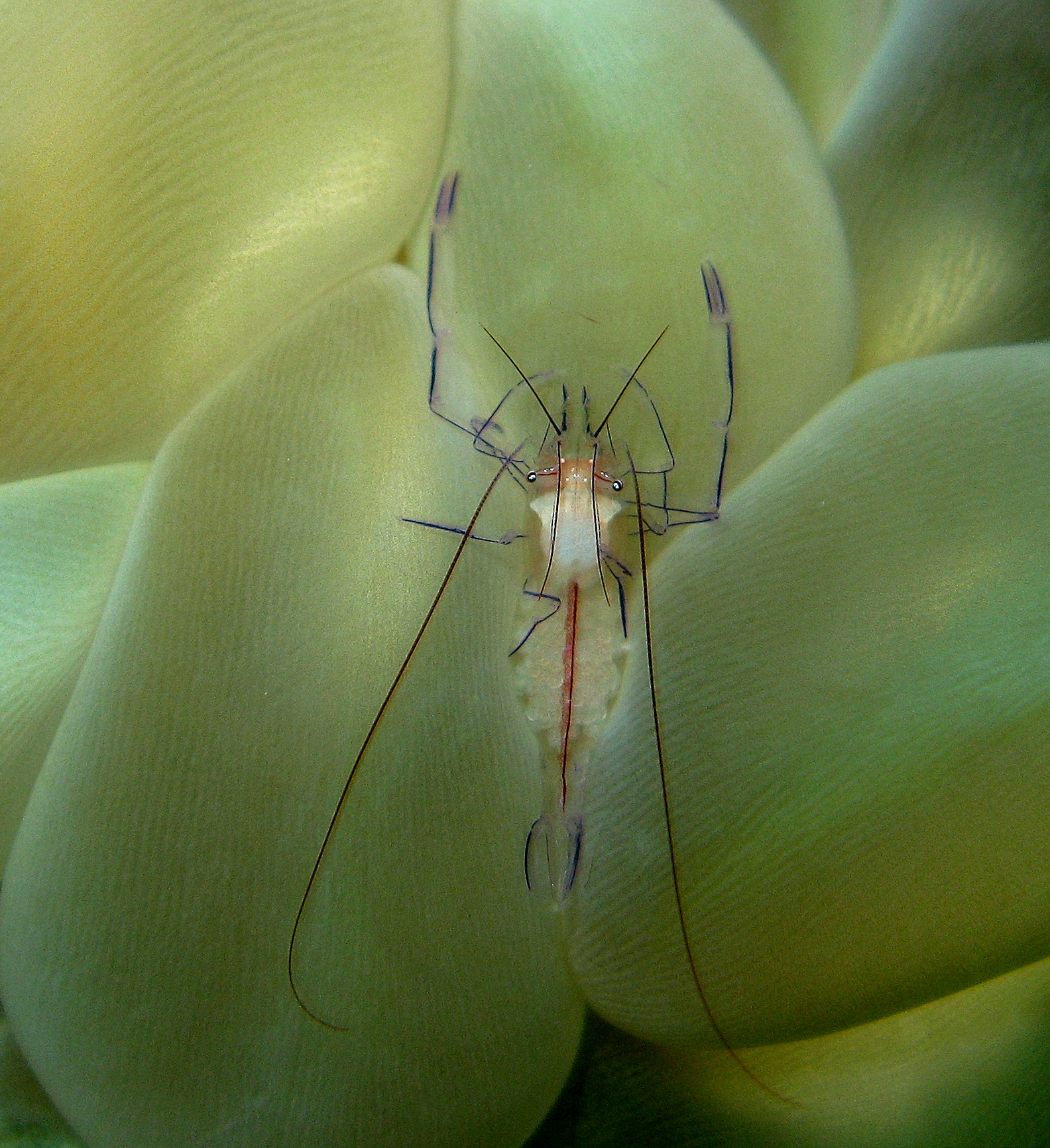
Vir philippinensis (Pontoniinae) sobre um coral da espécie Plerogyra sinuosa: Scleractinia.
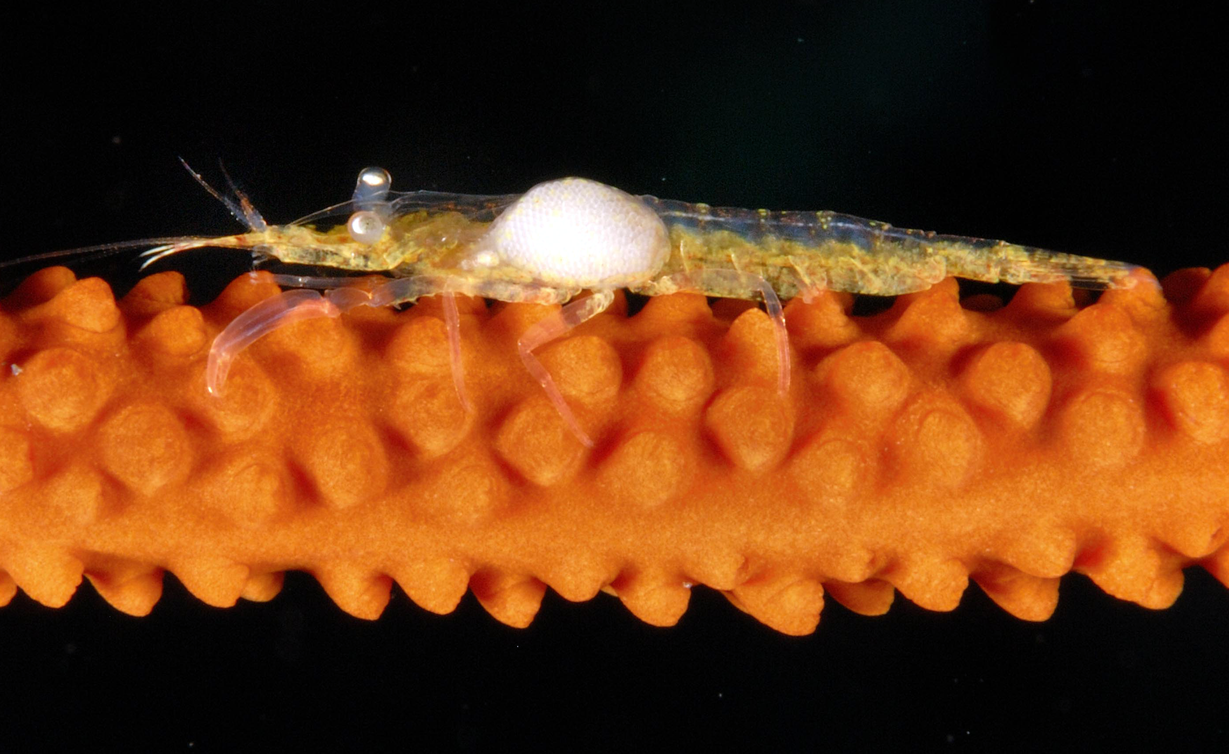
Miopontonia yongei (de Bali) parasitado por um Bopyridae não identificado.